# Cureglia
Cureglia is een gemeente en plaats in het Zwitserse kanton Ticino, en maakt deel uit van het district Lugano.
Cureglia telt 1277 inwoners.